# Lacia
La Lacia al plurale Laci è una frittura natalizia della tradizione di diversi paesi calabresi dell'area di Badolato (CZ), Caulonia (RC) e Roccella Jonica (RC). Hanno la forma di piccoli tronchetti.

## Ingredienti
- 1kg di farina di grano duro
- 1 panetto di lievito
- 1 bicchiere di vino bianco secco
- 1 bicchiere di olio d'oliva
- 1 bicchiere d'acqua
- 2 cucchiaini di sale

## Preparazione
1. Si scioglie il lievito nell'acqua e si aggiunge la farina assieme all'olio e al vino
2. Si impasta fino a quando l'impasto non diventa omogeneo e setoso
3. Si creano i tronchetti e li si lascia lievitare per quasi un'ora
4. Si passano su un setaccio per il "decoro" a nido d'ape

## Galleria d'immagini

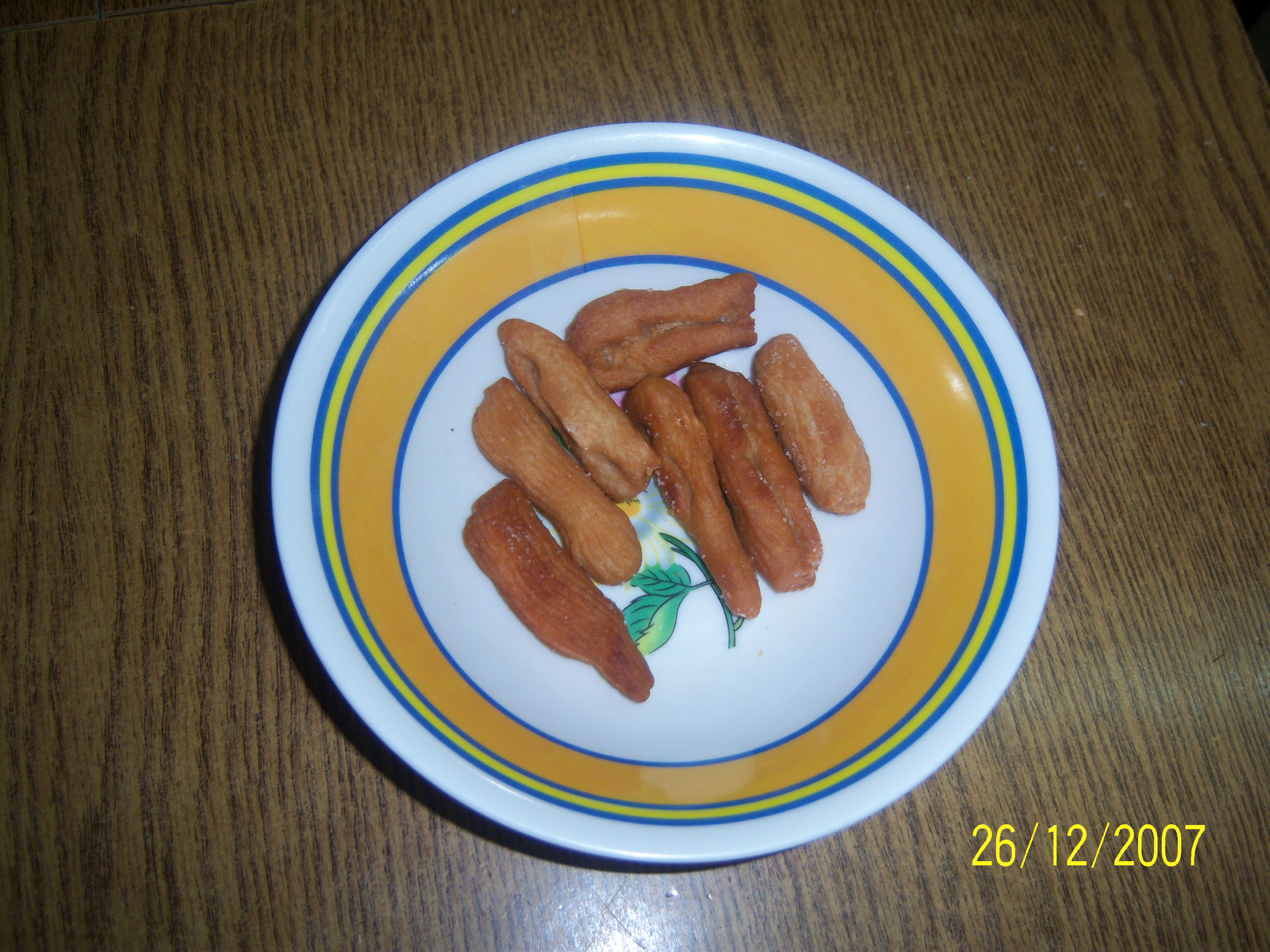
Laci,
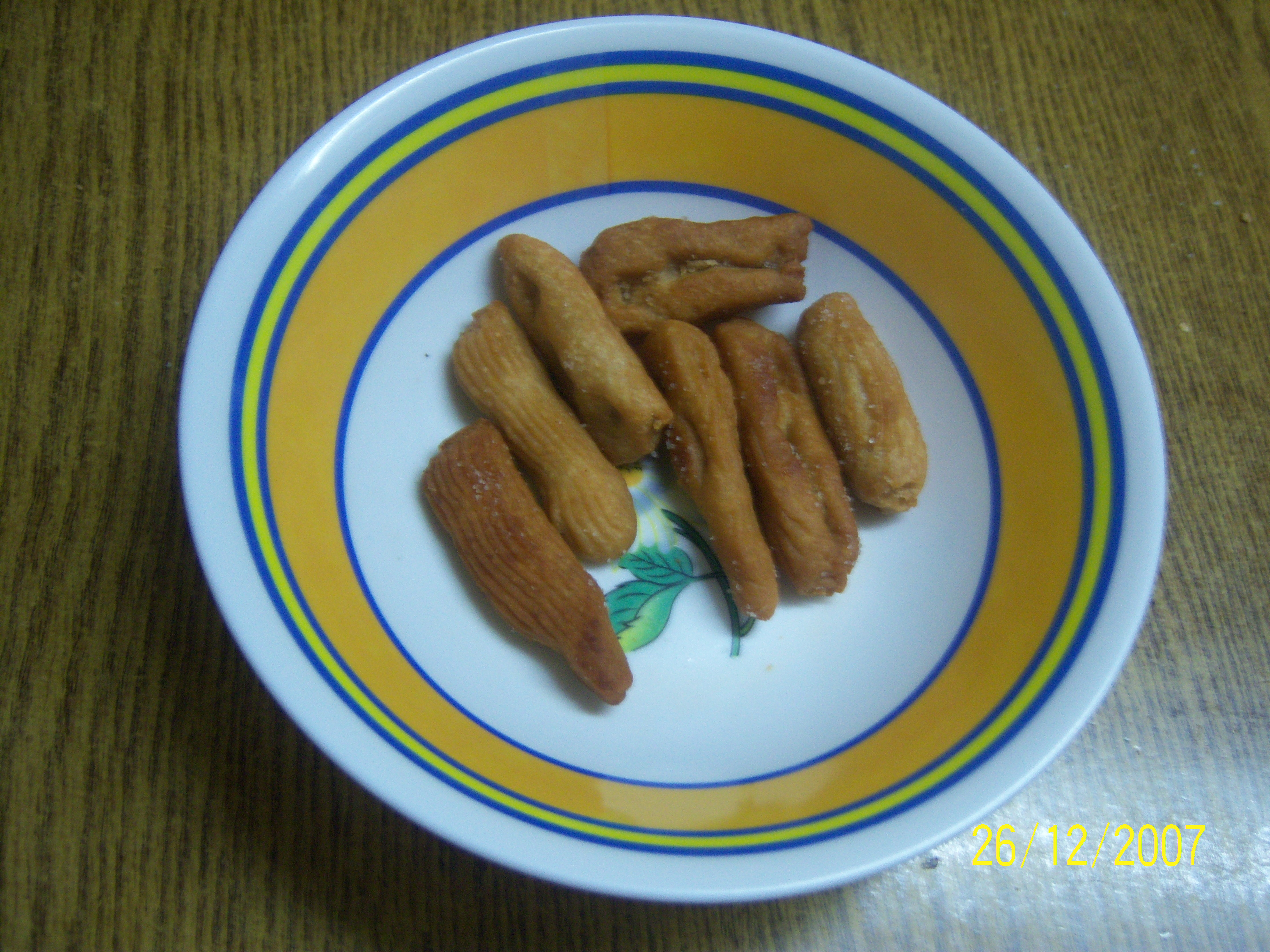
Laci